# Adoptionen aus Korea
Nach dem Ende des Koreakriegs (1950–1953) wurden offiziell mehr als 150.000 Kinder aus Korea ins Ausland adoptiert; die Zahl der inoffiziell adoptierten Kinder ist nicht dokumentiert, wird aber in der Regel mit mehr als 50.000 angenommen.

## Geschichte
Nach dem Koreakrieg gab es vergleichsweise viele Kriegswaisen sowie Kinder aus Verbindungen amerikanischer Soldaten mit Koreanerinnen.
Einige amerikanische Missionare versuchten, die Situation der Kinder zu verbessern. Die Eheleute Harry und Bertha Holt aus Oregon, USA, waren christliche Fundamentalisten und adoptierten 1955 acht koreanische Kinder; von diesen hatten sieben einen ausländischen Elternteil. Sie hatten das Ziel, den koreanischen Kindern eine christliche Umgebung zu geben. Aus der Initiative Harry Holts ging später die Adoptionsagentur Holt Children Services, Inc. hervor, die heute noch in Korea und vielen anderen Ländern arbeitet. Auch heute ist diese, wie auch die anderen drei staatlich anerkannten koreanischen Adoptionsagenturen (SWS, KSS, ECWS), sehr christlich gefärbt.
Ende der 1960er Jahre entschied die südkoreanische Regierung, sich eher auf die Adoptionsagenturen zu verlassen, als ein Sozialwesen aufzubauen. Hiernach haben besonders viele Kinder infolge von Adoption Korea verlassen.
Erst mit den Olympischen Spielen 1988 in Seoul wurde mehr Kritik an den Adoptionen laut, vor allem von ausländischen Journalisten. Daraufhin wurde erstmals die Zahl der Adoptionen ins Ausland beschränkt. Mit der IWF-Krise in Asien nahm auch die Zahl der Kinder in den Waisenhäusern Koreas zu. Viele Eltern, die nicht in der Lage waren, genug Geld zu verdienen, sahen keinen anderen Ausweg, als ihre Kinder aufzugeben. Seither blieb die Anzahl der ins Ausland geschickten Kinder relativ konstant.
Mit den drastischen Veränderungen im Sozialbereich (steigende Scheidungsrate, sinkende Geburtenrate) sieht sich die Regierung gezwungen, weitergehende Maßnahmen zu ergreifen, um die Zahl internationaler Adoptionen zu verringern oder sie sogar zu beenden.
2006 hat die koreanische Regierung offiziell einen Adoptionstag eingeführt, der jedes Jahr im Mai gefeiert wird. Im Bestreben, die Zahl der Inlandsadoptionen zu vergrößern, hat die Regierung eine Kampagne innerhalb Koreas gestartet. 2007 war die Zahl der Inlandsadoptionen zum ersten Mal in der Geschichte der Adoptionen aus Korea größer als die Zahl der Auslandsadoptionen. Neben Inlandsadoptionen hat der Staat auch andere Maßnahmen ergriffen, um die Geburtenrate wieder zu steigern.
Seit Dezember 2008 vergibt der Staat Forschungsgelder mit dem Zweck, die adoptionsbezogenen Gesetze an die Haager Konvention für internationale Adoption anzupassen. Das Ministerium für Gesundheit, Wohlfahrt und Familienangelegenheiten und das Justizministerium betreiben unabhängig voneinander Forschungsprojekte. Das Ziel ist momentan, die Haager Konvention 2010 ratifizieren zu können. Bis dahin müssen alle Gesetze entsprechend angepasst werden, und auch die Zentralbehörde zur Behandlung internationaler Adoptionen muss noch eingerichtet werden.

## Statistik
Adoptionen aus Südkorea von 1953 bis 2005 (Quelle: Koreanisches Ministerium für Gesundheit und Sozialwesen)
| Land           | Zahl    |
| USA            | 104.718 |
| Frankreich     | 11.124  |
| Schweden       | 9.051   |
| Dänemark       | 8.617   |
| Norwegen       | 6.160   |
| Niederlanden   | 4.099   |
| Belgien        | 3.697   |
| Australien     | 3.243   |
| Deutschland    | 2.352   |
| Kanada         | 1.939   |
| Schweiz        | 1.111   |
| Luxemburg      | 518     |
| Italien        | 382     |
| England        | 72      |
| weitere Länder | 66      |
| Total          | 157.149 |

Im Jahre 2000 wurden noch Adoptionen in folgende Länder vermittelt:
- USA
- Dänemark
- Frankreich
- Schweden
- Norwegen
- Niederlanden
- Australien
- Kanada
- Luxemburg

## Grund der Adoptionen
Kinder werden aus zahlreichen Gründen zur Adoption freigegeben. Eine Studie von Daniel Meyer dokumentierte bereits im Zeitalter des wilden Westens die sogenannten Adoptionszüge von der Ostküste Amerikas in Richtung Westen. Viele Farmer erhielten auf diese Weise billige Arbeitskräfte. In Korea war der Hauptgrund in den 50er Jahren natürlich der Koreakrieg, welcher das Land in den Ruin stürzte. Sehr viele Familien wurden auseinandergerissen und verloren durch kriegerische Auseinandersetzungen viele der Familienmitglieder. Auch die ideologische Kriegsführung zwischen dem kommunistischen Norden und dem kapitalistischen Süden führte zu vielen Trennungen innerhalb großer Familienclans. Die Waisen wurden nach dem Krieg relativ rasch außer Landes geschafft. Jedoch wurden auch Kinder von ledigen Müttern aufgegeben und auch der sozioökonomische Status vieler Familien führte zu Adoptionen ins Ausland. Damals gab es auch oft die Vorstellung, dass die Vereinigten Staaten ein sehr reiches Land wäre und dass es den Kindern nicht an materiellen Dingen mangeln würde. Diese Vorstellung hat sich in den Köpfen der koreanischen Bevölkerung ziemlich stark eingeprägt, so dass auch heute noch viele Familien von einer Emigration in die USA träumen. In den siebziger Jahren waren es nach wie vor sehr viele Familien, die aus Armut dazu gezwungen waren, ihre Kinder aufzugeben. Außerdem war in vielen Fällen ein Elternteil gestorben und alleine war man damals in der Gesellschaft praktisch ohne Chance. Seit den achtziger Jahren hat sich das Bild geändert und seither sind es praktisch nur noch Kinder von ledigen Müttern. Die koreanische Gesellschaft akzeptiert nach wie vor keine ledigen Mütter und daher muss sich erst noch eine Änderung der Mentalität ergeben, bevor man daran denken kann.

## Adoptiertenorganisationen
Seit Ende der 80er Jahre haben sich Adoptierte aus Korea auch länderweise organisiert. Die erste derartige Organisation war die AKF in Schweden, welche 1987 gegründet worden ist. Danach kamen sehr bald weitere Schwesterorganisationen in Ländern wie Norwegen, Dänemark, Belgien, Frankreich, den Niederlanden, der Schweiz und Deutschland. Jenseits des Atlantiks gab es vor allem Vereine an der Ost- oder Westküste mit Ausnahme von Minnesota, wo sich sehr viele Adoptierte befinden.
Die Vereine beschäftigten sich erst oft mit Korea, versuchten die Kultur und Sprache ihren Mitgliedern beizubringen. Später kamen weitere Themen dazu, welche Adoptierte zu der Zeit sehr beschäftigte. Identitätsbildung, Rassismus und adoptionsbezogene Themen bestimmten die Agenda der Vereine. Je nach Anzahl der Adoptierten pro Land waren die Vereine aktiver oder doch auch kleiner. Auch heute noch sind diese Vereine sehr aktiv und es bilden sich auch erste internationale Netzwerke, um die Adoptierten weltweit zu organisieren.
In Bezug auf Korea haben sich die Verhältnisse auch geändert. Vor 1999 war es Adoptierten nur mit F1 oder F2 (Familien- bzw. Sponsorenvisa) Visa möglich sich in Korea aufzuhalten. Dank G.O.A.'L (Global Overseas Adoptees' Link) wurden 1999 mit dem Gesetz für Auslandskoreaner die Adoptierten in die Kategorie der Auslandskoreaner aufgenommen und profitieren seither von diesem Status. Dank dieses Gesetzes können mittlerweile die Adoptierten aus Korea ein F4-Visum erhalten, welches ihnen erlaubt für jeweils zwei Jahre in Korea zu bleiben. Auch ist das Visum eine generelle Arbeitsbewilligung, so dass Adoptierte sich überall bewerben können (mit Ausnahme von gefährlichen, schmutzigen oder unsittlichen Arbeiten). Gegenüber dem E2-Visum für Ausländer hat das den Vorteil, dass man nicht an eine Institution oder Firma gebunden ist. Außerdem ist das F4-Visum jeweils um weitere zwei Jahre verlängerbar ohne dass man das Land dazu verlassen muss. Ein vergleichbares Gesetz erlaubt es auch Adoptierten aus Indien, sich in Indien für längere Zeit aufzuhalten.

## Probleme einer Adoption

### Psyche
Der Beginn jeder Adoption stellt auch den Verlust einer Familie dar, nämlich den Verlust der biologischen Familie für das Kind, das adoptiert wird. Für Adoptiveltern ist eine Adoption eine 'schöne' Angelegenheit, weil sie so ihre Familie erweitern können. Aus diesem Grund ist es wichtig, dass man dem Kind auch genügend Raum für die biologische Familie lässt. Dieses soll den Verlust betrauern dürfen, den Verlust verbal oder nonverbal ausdrücken. Wird dieser verdrängt, kann er sich früher oder später wieder an der Oberfläche zeigen. Je später eine Verarbeitung stattfindet, desto länger und schwieriger wird dieser Prozess.
Viele Adoptierte kämpfen auch mit dem Gefühl des 'Verlassenwordenseins'. Das kann sich auch auf die Beziehungsfähigkeit ausdrücken. Zum Beispiel könnte sich eine Beziehungsunfähigkeit daraus entwickeln.
Je nach Situation vor der Adoption können Adoptierte auch anderweitig geschädigt worden sein. Bekannt sind viele Probleme wie RAD (Reactive Attachment Disorder), PTBS (Posttraumatische Belastungsstörung), PI-Kinder (Postinstitutionalized-Kinder), welche auch unterschiedliche Therapieformen benötigen.

### Rassismus
Rassismus kann in unterschiedliche Formen unterteilt werden. Subtiler Rassismus ist diejenige Form, der man weitaus häufiger begegnen kann als offen dargestellter Rassismus. Viele sind sich gar nicht bewusst, dass es rassistische Vorkommnisse gibt. In den meisten Fällen gehören die Adoptiveltern der Mehrheit der Bevölkerung an, während die Adoptierten jeweils einer Minderheit angehören. Falls also ein adoptiertes Kind einen rassistischen Vorfall den Adoptiveltern berichtet, kann es dazu kommen, dass mit Unverständnis reagiert wird. Da die Eltern ja der Mehrheit angehören, erfahren sie nie, was Rassismus bedeutet. Es ist wichtig, dass dem Kind mit Verständnis begegnet wird, auch wenn man persönlich keine Erfahrung damit hat. Es gibt auch Kurse, die zum Teil von Adoptionsagenturen oder anderen Organisationen, die Rassismus bekämpfen, durchgeführt werden. Am besten sollten Adoptiveltern solche Kurse besuchen, noch bevor sie den Adoptionsprozeß überhaupt beginnen.

### Identität
Das Verhalten der Adoptiveltern hat einen Einfluss auf die Identitätsbildung ihrer adoptierten Kinder. Je offener und verständnisvoller die Eltern bezüglich der rassischen Identität ihrer Kinder agieren, desto erfolgreicher kann die soziale Anpassung an das neue Umfeld sein. Es wird ebenfalls aufgezeigt, dass sich das Resultat noch weiter verbessert, wenn ein weiteres Geschwisterkind aus Korea vorhanden ist. Das bedeutet, dass es wichtig ist, dass zumindest noch eine weitere Person innerhalb der Familie sich in der dieselben Situation findet. Dies spielt eine wichtige Rolle, da sich das Kind damit nicht in einer isolierten Situation befindet, sondern sich zumindest mit einer weiteren Person identifizieren kann.

## Studien zum Thema Internationale Adoption
In den letzten Jahren haben mehr und mehr Forscher sich dem Thema der internationalen Adoption angenommen. Auch viele Adoptierte beschäftigen sich mittlerweile mit dieser Thematik. Es gibt jedoch noch wenige interdisziplinäre Studien, d. h. die meisten Studien beschäftigen sich mit jeweils genau einem Aspekt der internationalen Adoption, abhängig vom jeweiligen Fach.
Tobias Hübinette aus Schweden ist einer der artikuliertesten Gegner des internationalen Adoptionssystems. Andererseits wird natürlich auch von Seiten der Adoptionsagenturen für ein Weiterbestehen des Systems geworben.

## Liste der Adoptiertenorganisationen
(in alphabetischer Reihenfolge)
- AAAW, Washington State
- AKA, San Francisco
- AKA Southern California
- AK Connection, Minnesota
- AKF, Schweden (1987–heute)
- alsoknownas, inc, New York
- Arierang, Niederlande
- Dogil Hodori, Deutschland (1995–ca. 1998)
- Dongari, Schweiz (1994–heute)
- FKA, Norwegen
- Global Overseas Adoptees' Link, Korea
- Kimchi, Schweiz
- Kobel, Belgien
- Korea Klubben, Dänemark
- Racines Coréennes, Frankreich

## Audios
- Adoptionen aus Südkorea Kinder gegen politische Gefälligkeiten, 29.16 Minuten Audio-Version, von Kathrin Erdmann und Andre Zantow, Deutschlandfunk Kultur 3. Juli 2024
- Babys aus Südkorea – Wie der Staat Adoptionen ins Ausland forcierte, 18.53 Minuten Audio-Version, von Kathrin Erdmann, Deutschlandfunk 7. Juli 2024